# Diecezja Melfi-Rapolli-Venosy
Diecezja Melfi-Rapolli-Venosy – diecezja rzymskokatolicka we Włoszech, powstała w 1050. W latach 1528–1986 złączona aeque principaliter z diecezją Rapolla, W 1986 po przyłączeniu terytoriów zlikwidowanych diecezji Rapolli i Venosy przyjęła obecną nazwę.

## Biskupi diecezjalni

### Diecezja Melfi
- Alexander of San Elpidio (1269–1326)

...
- Jan Dominici, O.P. (1412 - 1412)
- Francesco Carosio (1412 - 1418)
- Giacomo Isolani (1420 - 1425)
- Juan de Borja Lanzol de Romaní, el mayor (1494 - 1503)
- Juan Ferrer 1498 - 1499)
- Raffaele di Ceva, O.F.M. (1499 - 1513)
- Lorenzo Pucci (1513 - 1528)

### Diecezja Melfi i Rapolli
- Giannotto Pucci (1528 - 1537)
- Giovanni Vincenzo Acquaviva d’Aragona (1537 - 1546)
- Roberto Pucci (1546 - 1547)
- Mario Ruffino (1547 - 1548)
- Alessandro Ruffino (1548 - 1573)
- Gaspare Cenci (1574 - 1590)
- Orazio Celsi (1590 - 1591)
- Marco Antonio Amidano (1591 - 1591)
- Matteo Brumani, O.S.A. (1591 - 1594)
- Placido della Marra (1595 - 1620)
- Desiderio Scaglia, O.P. (1621 - 1622)
- Lazzaro Carafino (1622 - 1626)
- Deodato Scaglia, O.P. (1626 - 1644)
- Giacomo Raimondi (1644 - 1644)
- Gerolamo Pellegrini (1645 - 1648)
- Luigi Branciforte (1648 - 1665)
- Giulio Caracciolo, C.R. (1666 - 1671)
- Tommaso de Franchi (1671 - 1696)
- Francesco Antonio Triveri, O.F.M. Conv. (1696 - 1697)
- Antonio Spinelli, C.R. (1697 - 1724)
- Mondilio Orsini, C.O. (1724 - 1728)
- Giovanni Saverio Lioni (1730 - 1735)
- Domenico Rossi (Rosso e Colonna), O.S.B. (1735 - 1737)
- Luca Antonio della Gatta (1737 - 1747)
- Pasquale Teodoro Basta (1748 - 1765)
- Ferdinando de Vicariis, O.S.B. (1766 - 1780)
- Filippo d’Aprile (1792 - 1811)
- Gioacchino de Gemmis (1818 - 1822)
- Vincenzo Ferrari, O.P. (1824 - 1828)
- Luigi Bovio, O.S.B. (1829 - 1847)
- Ignazio Maria Selitti (1849 - 1880)
- Giuseppe Camassa (1881 - 1912)
- Alberto Costa (1912 - 1928)
- Luigi dell’Aversana (Orabona) (1930 - 1934)
- Domenico Petroni (1935 - 1966)
- Giuseppe Vairo (1973 - 1976)
- Armando Franco (1976 - 1981)
- Vincenzo Cozzi (1981 - 2002)

### Diecezja Melfi-Rapolli-Venosy
- Gianfranco Todisco, P.O.C.R. (2003-2017)
- Ciro Fanelli